# Bläckpatron

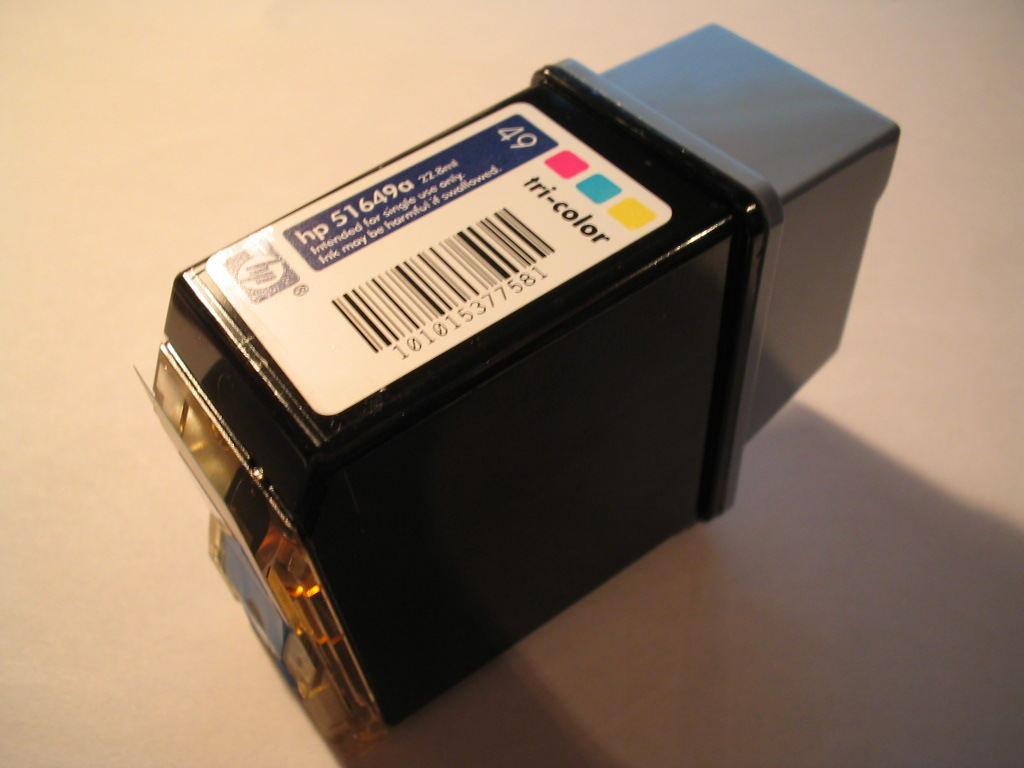
En klassisk bläckpatron med integrerat skrivhuvud.

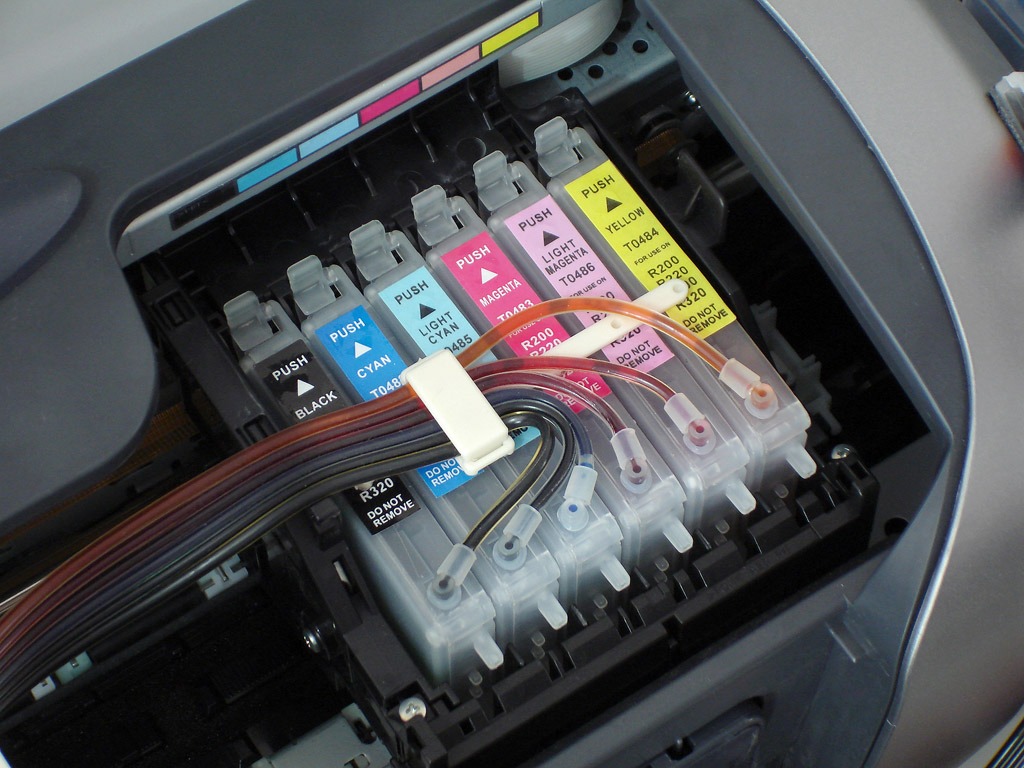
Bläckpatroner i en skrivare.

En bläckpatron är en utbytbar komponent i bläckstråleskrivare. Patronen innehåller det bläck som används av skrivaren. Bläckpatroner finns i flera former, storlekar och bläckfärger beroende på skrivarens märke och modell.

## Bläckpatroner med integrerat skrivhuvud
De består av en kapsel av plast som innehåller bläck men också av ett skrivhuvud (elektronik + munstycke där bläcket kommer ut).
Färgpatronerna innehåller i regel tre grundfärger cyan, magenta och gult (y). De svarta patronerna innehåller endast svart bläck med beteckning k, tillsammans kallas dessa 4 färger cmyk. Nackdelen är att man måste ha en ny patron när en av färgerna är slut i färgpatronen trots att det kan vara mycket kvar av de andra färgerna. Fördelen är att man får ett nytt skrivhuvud när man byter patron.

## Bläckpatroner utan integrerat skrivhuvud
De består i regel endast av en kapsel av plast som innehåller bläck. Patronerna sitter i en hållare som är integrerad i skrivaren och där även skrivhuvudet sitter. Fördelen med dessa separata färgpatroner är att man inte behöver byta ut alla färger när en enskild färg tar slut.